# Championnats du monde de triathlon longue distance 1994
Les Championnats du monde de triathlon longue distance 1994 présentent les résultats des championnats mondiaux longue distance de triathlon en 1994 organisés par la Fédération internationale de triathlon.
Ces 1ers championnats se sont déroulés à Nice en France le 26 juin 1994 dans le cadre du Triathlon international de Nice.

## Distances
| Distances course (kilomètres) | Distances course (kilomètres) | Distances course (kilomètres) |
| Natation                      | Vélo                          | Course à pied                 |
| ----------------------------- | ----------------------------- | ----------------------------- |
| 4                             | 120                           | 32                            |

## Résultats

### Homme
| Rang   | Athlète      | Pays      | Temps |
| ------ | ------------ | --------- | ----- |
| Or     | Rob Barel    | Pays-Bas  |       |
| Argent | Lothar Leder | Allemagne |       |
| Bronze | Yves Cordier | France    |       |

### Femme
| Rang   | Athlète                    | Pays       | Temps |
| ------ | -------------------------- | ---------- | ----- |
| Or     | Isabelle Mouthon-Michellys | France     |       |
| Argent | Karen Smyers               | États-Unis |       |
| Bronze | Lydie Reuze                | France     |       |

## Tableau des médailles
| Rang  | Nation     | Or | Argent | Bronze | Total |
| ----- | ---------- | -- | ------ | ------ | ----- |
| 1     | France     | 1  | 0      | 2      | 3     |
| 2     | Pays-Bas   | 1  | 0      | 0      | 1     |
| 3     | Allemagne  | 0  | 1      | 0      | 1     |
| -     | États-Unis | 0  | 1      | 0      | 1     |
| Total | Total      | 2  | 2      | 2      | 6     |